# Franco comoriano
O franco comoriano (código ISO 4217: KMF, símbolo local: FC) é a moeda da União das Comores, país insular africano. 

## História
Em 26 de junho de 1960, Madagascar ganhou independência da França, e o Institut d'Émission Malgache (com sede em Antananarivo) foi criado para emitir moeda somente para Madagascar. Madagascar deixou a zona CFA efetiva em 1º de julho de 1973.
Em 23 de novembro de 1979, o governo de Comores assinou o Accord de coopération monétaire entre la République Française et la République fédérale islamique des Comores, um acordo de cooperação monetária com a França, tornando Comores parte da zona do franco (mas não parte da zona do franco CFA). Este acordo previa o estabelecimento de um sistema de paridade fixa entre o franco francês e o franco comoriano e a livre conversibilidade entre as duas moedas, garantida pela abertura pelo banco central comoriano de uma conta de operações (compte d'operation) no Tesouro Francês (Trésor public) para lidar com todas as transações de câmbio. Sessenta e cinco por cento das reservas cambiais de Comores são mantidas em euros nesta conta. Esta conta é semelhante aos depósitos overnight com o Tesouro Francês: pode render juros e pode, em circunstâncias especiais, registrar um saldo negativo. No entanto, para evitar que esta conta mostre um cheque especial duradouro, uma série de medidas preventivas foram estabelecidas.
Até 1994, o franco comoriano estava atrelado ao franco francês à taxa de 50 francos comorianos para 1 franco francês. Isso foi alterado em 12 de janeiro de 1994, quando a moeda foi desvalorizada em conjunto com a desvalorização do franco CFA. no entanto, o franco comoriano foi desvalorizado em  33+1⁄3% para uma nova taxa de 75 francos comorianos para 1 franco francês, enquanto a nova taxa do franco CFA era de 100 francos CFA para 1 franco francês. Com a criação do euro em janeiro de 1999, o franco comoriano foi atrelado, à sua taxa vigente, à nova moeda. A taxa de câmbio agora é de 491,96775 francos comorianos para 1 euro.